# Oscillazione di Madden-Julian

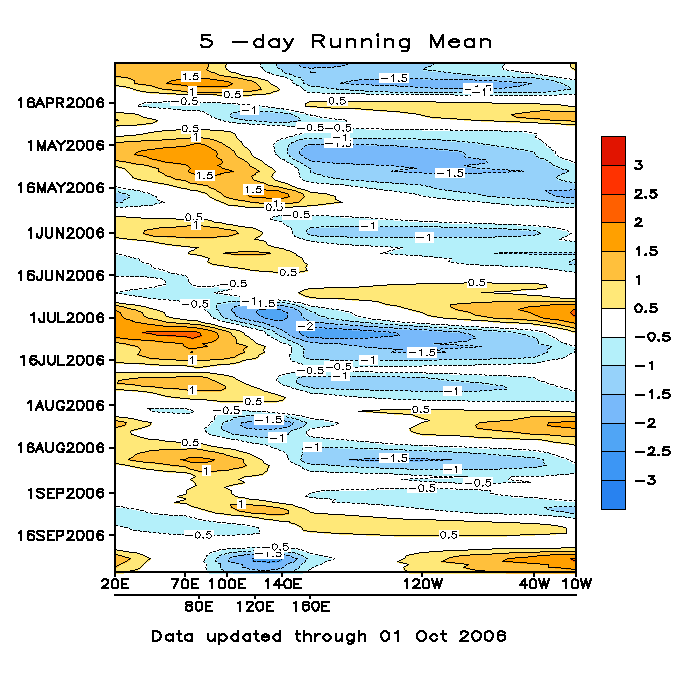
Diagramma di Hovmöller della radiazione termica emessa durante una MJO. Si noti come il picco si sposta verso est (lungo l'asse x) col tempo (asse y).

L'Oscillazione di Madden-Julian (MJO) è un modo o pattern di variabilità atmosferica della fascia equatoriale che consiste nel moto lungo la fascia equatoriale stessa di un nucleo di precipitazioni anomale.
È dunque caratterizzata da una progressione verso est di un'ampia regione di precipitazioni osservata principalmente sopra l'Oceano Indiano e l'Oceano Pacifico. Le precipitazioni anomale sono usualmente evidenti prima sopra l'Oceano Indiano e rimangono evidenti finché si propagano sopra le acque molto calde del Pacifico tropicale centrale ed occidentale, diventando generalmente irriconoscibile muovendosi al di sopra delle acque oceaniche più fredde del Pacifico orientale, riapparendo però al di sopra l'Atlantico tropicale e l'Oceano Indiano. La fase umida di aumentata convezione e precipitazioni è seguita da una fase secca dove la convezione è soppressa. Ogni ciclo dura approssimativamente 30-60 giorni.
La MJO è conosciuta anche come l'oscillazione di 30-60 giorni, onda di 30-60 giorni o oscillazione intrastagionale.